# Parafia św. Wojciecha w Glinianach
Parafia pw. Świętego Wojciecha w Glinianach - parafia rzymskokatolicka znajdująca się w diecezji sandomierskiej w dekanacie Ożarów. Erygowana w 1573.

## Historia
Pierwotnie pod wezwaniem świętych Wojciecha i Wacława.
Parafia Gliniany usamodzielniła się z chwilą konsekracji kościoła przez biskupa pomocniczego kieleckiego Wacława Hieronima Sierakowskiego 21 września 1738 r., odłączając się od parafii Bidziny. Pierwszym proboszczem został ks. Bartłomiej Michał Najrzałkiewicz zainstalowany w Glinianach w 1716 r., który swoje funkcje pełnił do później starości. W 1717 r. wprowadził w parafii księgi metrykalne, do obecnych czasów zachowały się akta metrykalne od początku XIX w.

## Proboszczowie i administratorzy parafii[3][4][5]
- ks. Bartłomiej Michał Najrzałkiewicz: 1716-?
- ks. Dominik Górski
- ks. Bonawentura Doczekalski: 1797
- ks. Józef Dutkowski: 1797 (administrator)
- ks. Michał Witkowski: 1801-1811
- ks. Sebastian Jasiński: 1811-1824
- ks. Ignacy Bieniecki: 1824 (administrator)
- ks. Bernard Nowakowski: 1824-1840
- ks. Michał Kuczepiński: 1840-1844 (administrator)
- ks. Józef Ladachowski: 1844-1847 (administrator lub proboszcz)
- ks. Piotr Kowalewski: 1847-1848 (administrator lub proboszcz)
- ks. Jan Ratyński: 1848-1860 (do śmierci)
- ks. Leopold Witkowicz: 1860 (zastępował ks. Ratyńskiego podczas choroby)
- ks. Konstanty Zdybiowski: 1861-1892
- ks. Roman Szubartowicz: 1892 (administrator)
- ks. Jan Werweczko: 1892-1903 (administrator; do śmierci)
- ks. Władysław Kłosiński: 1903-1907
- ks. Stefan Kwiatkowski: 1907-1912
- ks. Paweł Szumański: 1915-1919
- ks. Roman Maliszewski: 1919 (administrator)
- ks. Józef Kiepas: 1920-1928
- ks. M. Misiak: 1928-1931
- ks. Władysław Kacperski: 1931-1956
- ks. Józef Wroniszewski: 1956-1965 (do śmierci)
- ks. Jerzy Smerda: 1965-1968
- ks. Marian Adamczyk: 1968-1985
- ks. Bogdan Doliński: 1985-1992
- ks. Zygmunt Marek Wnukowski: 1992-2003
- ks. Bogusław Marian Wójtowicz: 2003-